# Famille dominicaine

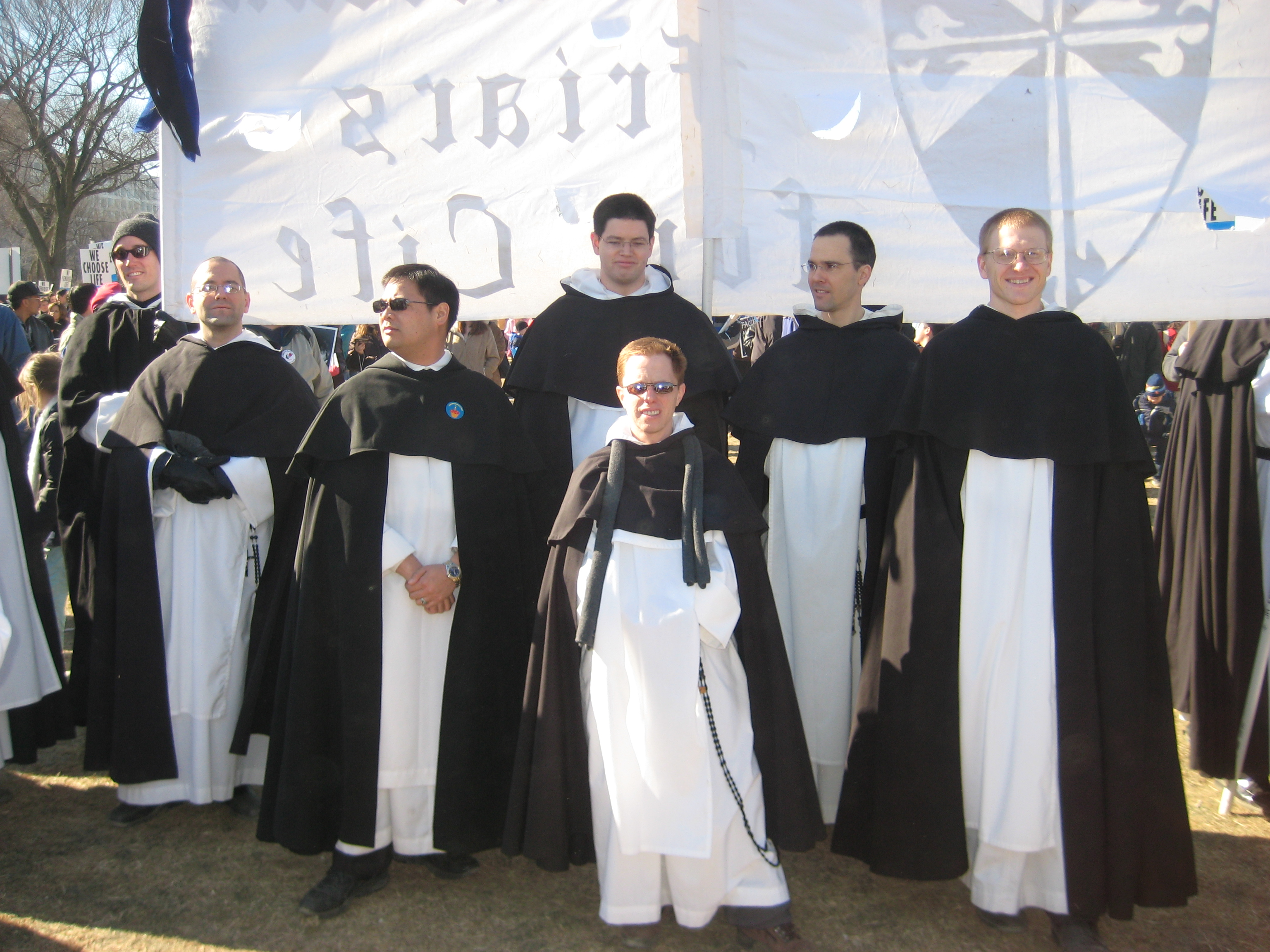
Des dominicains en 2009 à Washington.

La famille dominicaine regroupe les frères dominicains, les moniales dominicaines, les sœurs dominicaines, les membres des Instituts séculiers dominicains, et les membres des fraternités laïques ou sacerdotales dominicaines. La famille dominicaine n'a pas d'existence juridique ou canonique propre : il s'agit d'un terme utilisé pour désigner l'ensemble des personnes réparties en divers états de vie (religieux, prêtres, laïcs...) qui vivent dans l'esprit de saint Dominique, et dont seulement une partie font partie de l'Ordre dominicain au sens strict.

## Lien avec l'Ordre dominicain
L'Ordre dominicain est composé des frères dominicains, des moniales dominicaines, et des laïcs faisant partie d'une fraternité laïque dominicaine :
- les frères dominicains, ou frères prêcheurs, sont des religieux qui vivent en communauté dans des couvents[3], généralement situés en ville.
- les moniales dominicaines sont des religieuses contemplatives vivant cloîtrées dans des monastères. Ces monastères sont généralement situés en campagne.
- les laïcs dominicains représentent ce qu'on appelle aussi le Tiers-Ordre dominicain : regroupés en fraternités laïques dominicaines par zone géographique, ces fidèles s'engagent à prier la Liturgie des Heures, à avoir une activité apostolique, à se rassembler une fois par mois pour prier et étudier ensemble...

Ces trois catégories ont en commun que leur engagement (qui s'appelle profession dans le cas des frères et des moniales) les rattache au Maître de l'Ordre. C'est particulièrement vrai des frères, sur qui le Maître de l'Ordre a pleine juridiction, mais moins pour les moniales et, encore moins pour les laïcs.

## Autres entités
La famille dominicaine comporte aussi un grand nombre de congrégations de sœurs apostoliques et d'instituts séculiers, reliés aux frères, sœurs et laïcs de l'Ordre dominicain par des liens d'amitié et de fraternité. On peut rencontrer à leur sujet les mentions «congrégation agrégée à l'Ordre des Prêcheurs», ou «rattachée à l'Ordre des Prêcheurs».
On peut citer comme congrégations de sœurs (liste non exhaustive) :
- les Dominicaines de Béthanie : congrégation rassemblant sous le même habit et sans distinction des femmes sortant de prison ou au passé lourd, et des femmes au parcours plus lisse. Leur fondateur est le père Lataste, dominicain, dont le procès de béatification est ouvert.
- la Congrégation romaine de Saint-Dominique, congrégation enseignante issue de la fusion de plusieurs congrégations de sœurs dominicaines enseignantes.
- les Dominicaines du Saint-Esprit, congrégation de sœurs enseignantes.
- les Dominicaines missionnaires des campagnes, dont faisait partie sœur Marie de la Trinité.
- les Imeldines, ou Sœurs dominicaines de la bienheureuse Imelda, institut religieux féminin de droit pontifical.